# Жумахан Балапанов
Жумахан Балапанов (каз. Жұмахан Балапанов, до 07.10.2005 — Кызылащы) — село в Алакольском районе Жетысуской области Казахстана. Административный центр и единственный населённый пункт Кызылащинского сельского округа. Код КАТО — 193465100. 

## Население
В 1999 году население села составляло 1958 человек (1000 мужчин и 958 женщин). По данным переписи 2009 года, в селе проживало 1696 человек (886 мужчин и 810 женщин). 